# Kristján Arason
Kristján Arason (* 23. Juli 1961) ist ein isländischer Handballtrainer und ehemaliger Handballspieler, der zumeist auf Rückraum rechts eingesetzt wurde.
Der 1,94 m große und 91 kg schwere Linkshänder begann seine Karriere bei FH Hafnarfjörður, mit dem er 1984 und 1985 Isländischer Meister wurde. 1985 wechselte er in die deutsche 2. Handball-Bundesliga zum VfL Hameln und anschließend zum VfL Gummersbach, mit dem er 1988 die Deutsche Meisterschaft gewann. Daraufhin ging er nach Spanien zu Teka Santander, mit dem er 1988/89 die Copa del Rey de Balonmano, 1989/90 den Europapokal der Pokalsieger und 1990/1991 die Liga ASOBAL gewann. Nach drei Jahren kehrte er als Spielertrainer nach Hafnarfjörður zurück und gewann 1992 eine weitere Meisterschaft. 1994 wurde er Trainer beim TSV Bayer Dormagen, ab 1996 bei der SG Wallau/Massenheim, wo er im April 1997 entlassen wurde. Später trainierte er wieder seinen Heimatverein FH Hafnarfjörður, den er 2011 zum erneuten Titel führte. Im März 2014 übernahm er dort wiederum den Posten.
Mit der Isländischen Nationalmannschaft nahm Kristján Arason an den Olympischen Spielen 1984 (6. Platz) und 1988 (8. Platz) teil. In Seoul wurde er mit 33 Treffern in sechs Spielen viertbester Torschütze des Turniers. Bei der Weltmeisterschaft 1986 war er mit 41 Treffern fünftbester Schütze. Kristján bestritt 245 Länderspiele, in denen er 1123 Tore erzielte.
Kristján Arason ist mit der isländischen Politikerin und ehemaligen Handballspielerin Þorgerður Katrín Gunnarsdóttir verheiratet. Gemeinsam haben sie drei Kinder. Sein Sohn Gísli Þorgeir Kristjánsson spielt in der Handball-Bundesliga beim SC Magdeburg.
Kristján Arason war CEO der Kaupthing Bank.